# Vibroseis
Vibroseis je izvor snopa seizmičkih valova čije se frekvencije kontinuirano mijenjaju tijekom snimanja. Razlikuju se tzv. "upsweeping" gdje frekvencija emitiranih valova postupno raste i "downsweeping" gdje se frekvencija smanjuje počevši od najniže (u prvom slučaju) odnosno najviše frekvencije (u drugom slučaju). Najčešće se pritom koristi snop frekvencija unutar pojasa između 10 i 80 Hz.